# Križar
Krížarji ali božji vitezi so bili vojščaki, ki so na poziv papeža sodelovali v križarskih odpravah, da bi iz rok muslimanov ponovno nazaj osvobodili sveto mesto Jeruzalem.
Križarje so sestavljali: vitezi, princi, kmetje in romarji, ki so se odpravili na dolgo potovanje iz zahodne Evrope v Palestino ali Sveto deželo (današnji Izrael), imenovano križarski pohod. Tisti pa, ki so se iz Palestine vrnili v Evropo, so prinesli s seboj začimbe, svilo in nova znanja, na primer matematiko in astronomijo. Kljub razmeroma kratkemu obstoju so bili v svoji dvestoletni zgodovini ključno gibalo prenove in prebujenja srednjeveške Evrope. Pomembno so vplivali na evropsko arhitekturo, trgovino, gospodarstvo in kulturo. Potem ko so navezali stike z Vzhodom, so znova odkrili ideale kulture in civilizacije, ki so po padcu starega Rima potonile v pozabo.
Ko je bilo križarskih odprav konec, je bila skrb križarjev, da so romarji varno prišli v sveto mesto Jeruzalem. Ker so bili za storitve in usluge plačani, so kmalu postali zelo bogati. Vendar to ni bilo všeč ne cerkvi ne kralju, zato jih je oblast obtožila krivoverstva. Veliko so jih pobili ali pa mučili. Tako je končalo eno največjih združenj v srednjem veku.
Križarji so si na obleko pritrdili križe iz blaga, ki so jih označevali kot Kristusove privržence in privrženke ter se tako odzvali na svetopisemski odlomek iz Evangelija po Luku 9,23, ki jim je naročal, naj nosijo svoj križ in sledijo Kristusu. Vsakdo je lahko sodeloval, tisti, ki so umrli v kampanji, pa so veljali za mučence.
Leta 1212 je prišlo do tragičnega križarskega pohoda. Na tisoče krščanskih otrok se je peš odpravilo iz Evrope v Jeruzalem. Večina jih je na poti od lakote umrla, ali pa so jih prodali v suženjstvo.